# Comet (butikskedja)

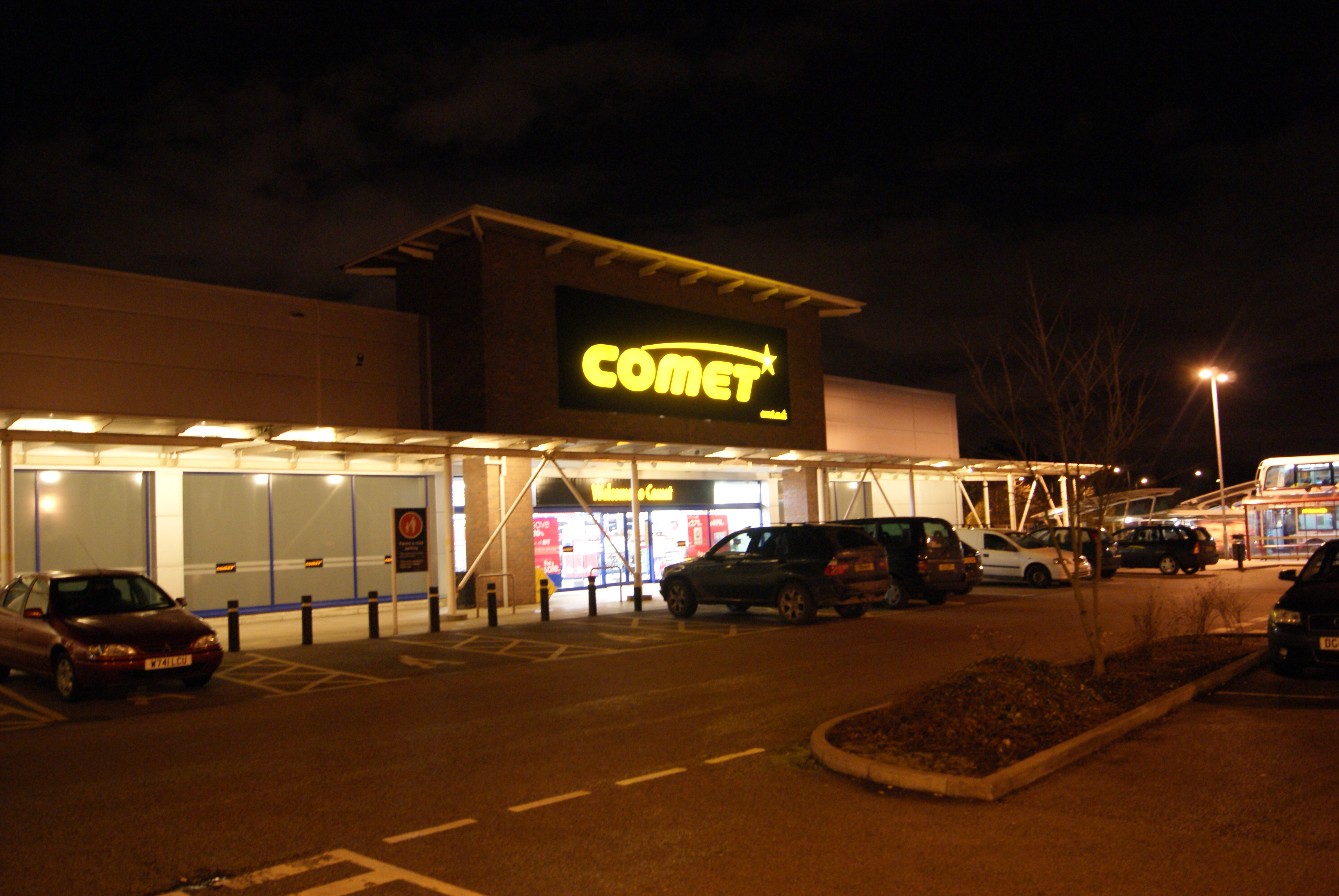
Comet, Leeds.

Comet är en brittisk hemelektronik-kedja med 250 butiker i Storbritannien. Kedjan grundades av George Hollingberry 1933 och ägs numera av Kesa Electricals Plc. Comet har 8 819 anställda (2007).